# Trichonotus elegans
Trichonotus elegans är en fiskart som beskrevs av Shoichi Shimada och Yoshino, 1984. Trichonotus elegans ingår i släktet Trichonotus och familjen Trichonotidae. Inga underarter finns listade i Catalogue of Life.